# Turniej Reprezentacji Narodowych w piłce ręcznej mężczyzn 2009

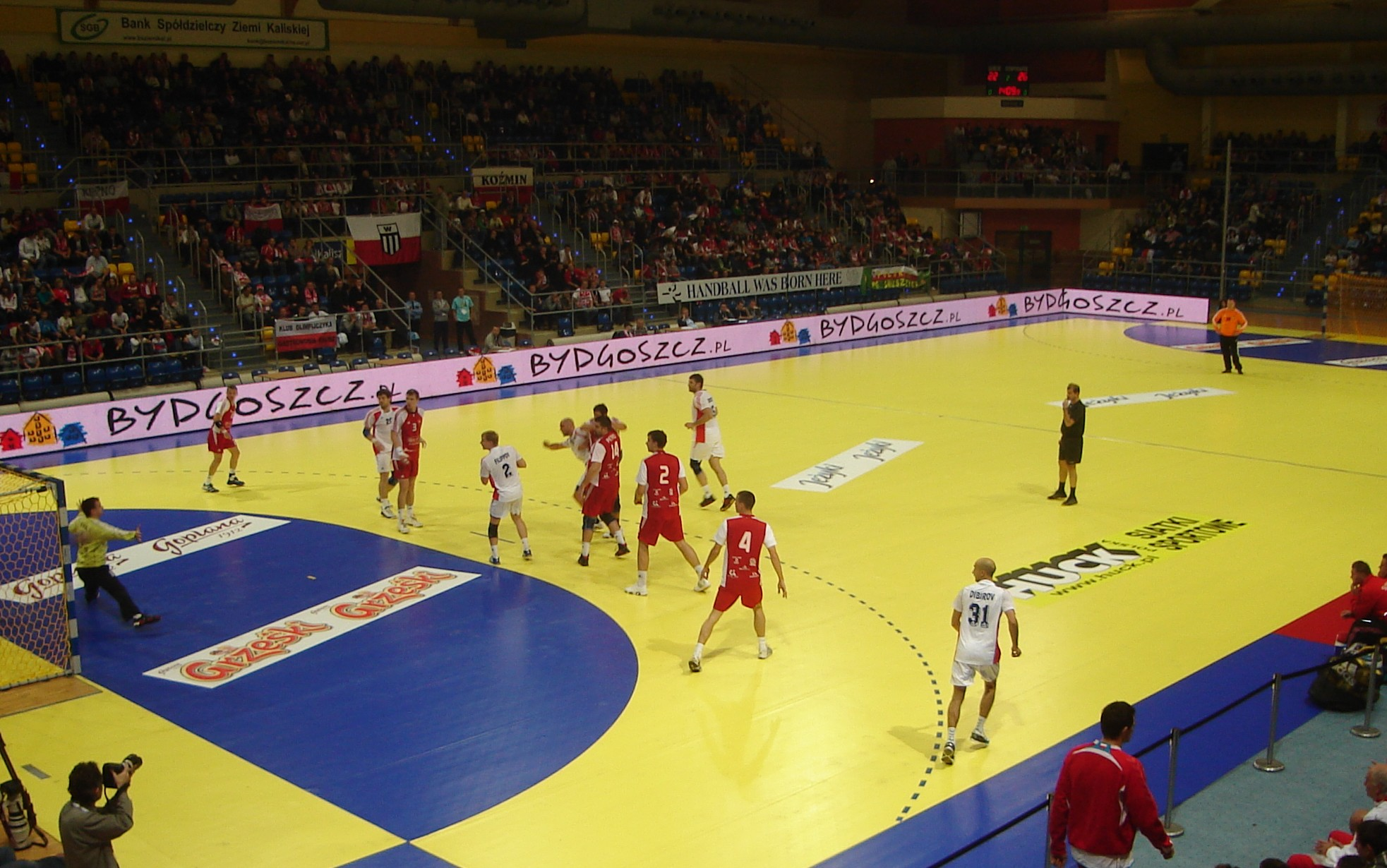
Spotkanie Rosja-Słowacja, Kalisz, 28 października 2009

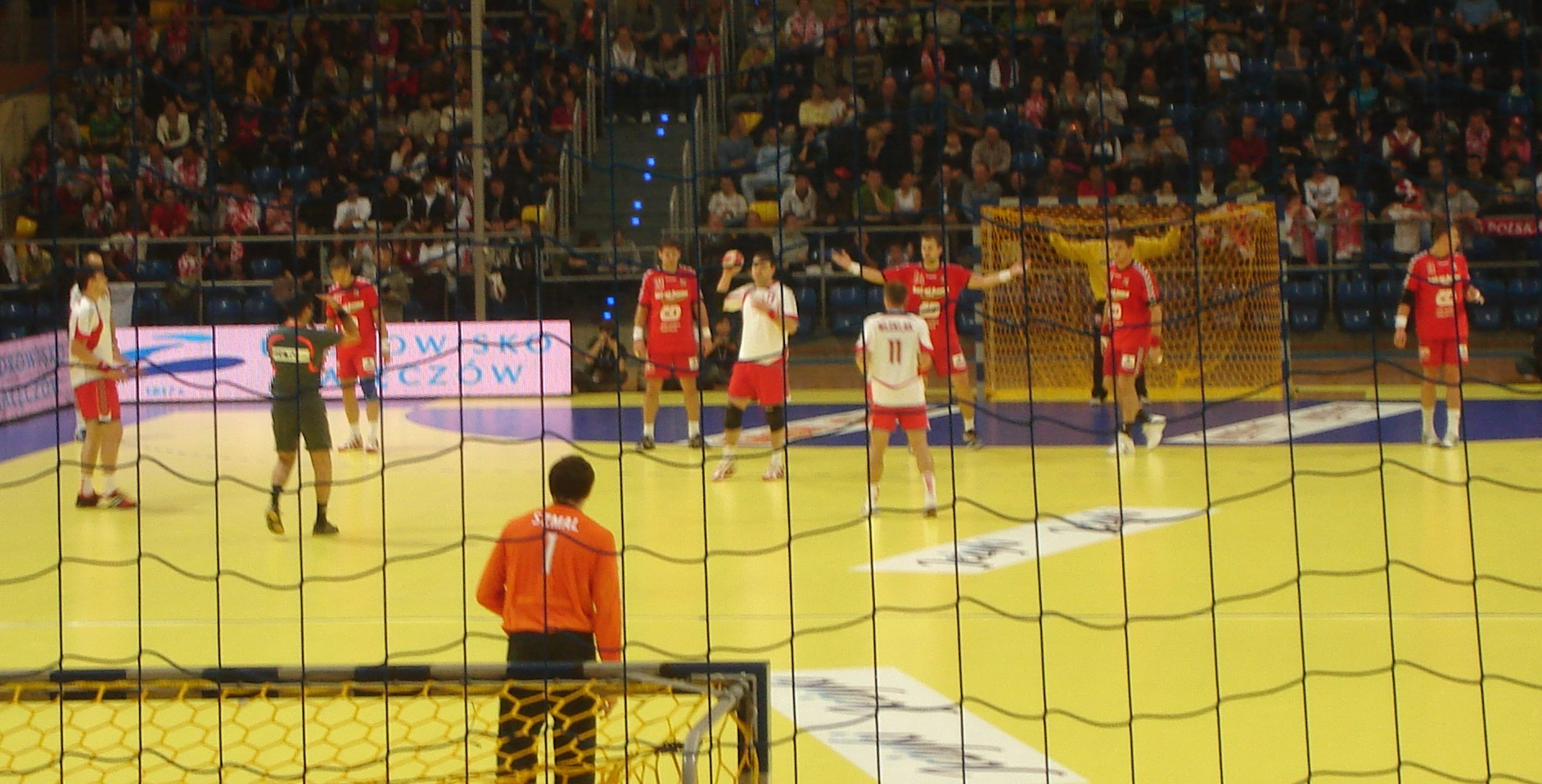
Spotkanie Polska-Czechy, Kalisz, 28 października 2009

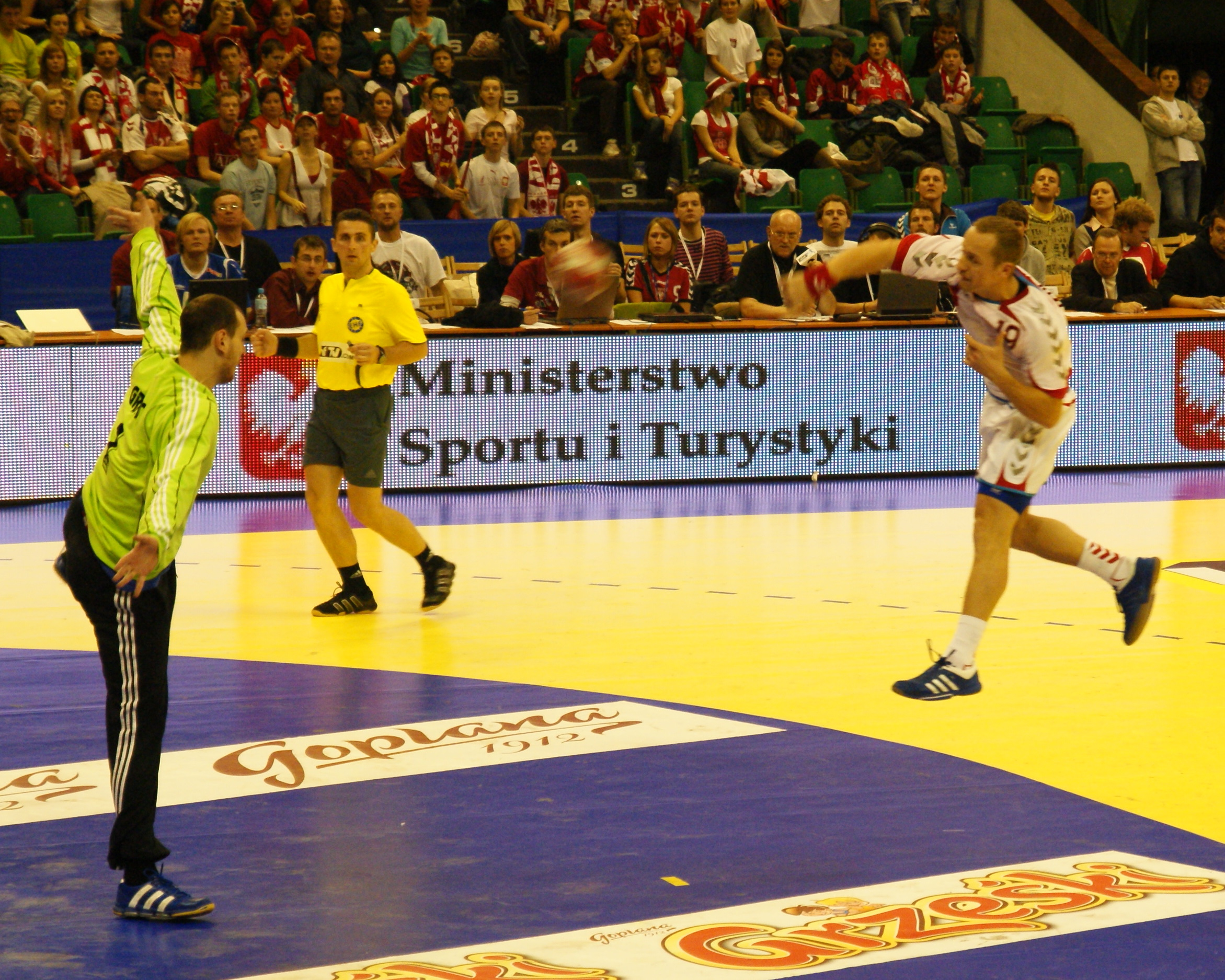
Spotkanie Polska-Rosja, Poznań, 30 października 2009

Turniej Reprezentacji Narodowych w piłce ręcznej mężczyzn – międzynarodowy turniej męskich reprezentacji narodowych w piłce ręcznej, rozegrany w dniach 28-30 października 2009 roku w Kaliszu, Bydgoszczy i Poznaniu. Była to czwarta edycja organizowanego do tej pory wyłącznie w Wielkopolsce międzynarodowego turnieju piłki ręcznej.
W turnieju udział wzięły reprezentacje narodowe z Czech, Słowacji, Rosji oraz Polski. Wygrała reprezentacja Rosji.
Mecze turnieju transmitowała na żywo telewizja Polsat Sport.

## Areny mistrzostw
| Zdjęcie | Miasto    | Arena           | Pojemność |
| ------- | --------- | --------------- | --------- |
|         | Kalisz    | Kalisz Arena    | 3 164     |
|         | Bydgoszcz | Hala Łuczniczka | 5 318     |
|         | Poznań    | Hala Arena      | 4 200     |

## Wyniki

### 28 października, Kalisz
| 28 października 2009 18:00 | Rosja Grams, Kostygow – Filippow, Igropuło 12, Kowalew 2, Skopincew, Czernoiwanow 3, Mierzlutin, Rastworczew 6, Dibirow 6, Kamanin 2, Aslanian, Czipurin 2, Priedybałow 2, Iwanow 1 | 36:3316:17raport | Słowacja Paul, Putera, Shejbal – Hruščák 1, Szücs 2, Fuňak 2, Šulc 8, Petro 6, Hunady 5, Nižňan, Urban, Kopčo 1, Tarhai 1, Mazak, Zatko, T.Straňovský 2, Antl 2, M.Straňovský 3 | Kalisz Arena, Kalisz Widzów: 1500 Sędzia: Mirosław Baum, Marek Góralczyk |
|                            | |                  | |                                                                          |

| 28 października 2009 20:00 | Polska Szmal – Jaszka 1, K.Lijewski 3, Kuchczyński 1, Bielecki 4, Siódmiak, Żółtak 1, Wleklak, B.Jurecki 1, M.Jurecki 4, Tłuczyński 6, M.Lijewski 6, Miszka, Kostrzewa 1 | 28:2712:13raport | Czechy Štochl, Galia – Nocar 3, Mickal 1, Zdráhala, Vraný, Kubeš 2, Piskač, Jícha 9, Filip 5, Sobol, Hynek, Říha, Šulc, Hrstka, Mráz 1, Sklenák 6 | Kalisz Arena, Kalisz Widzów: 3500 Sędzia: Nenad Nikoli, Dušan Stojković |
|                            | |                  | |                                                                         |

### 29 października, Bydgoszcz
| 29 października 2009 18:00 | Rosja Grams, Kostygow – Filippow 1, Kowalew, Skopincew 1, Czernoiwanow, Mierzlutin, Rastworczew 5, Kamanin, Aslanian, Czipurin 2, Dibirow 1, Priedybałow 1, Igropuło 13, Starych, Iwanow 2 | 26:2812:14raport | Czechy Štochl, Galia – Nocar, Mickal 3, Zdráhala, Vraný 5, Kubeš, Piskač, Jícha 1, Filip, Sobol 8, Hynek, Říha, Šulc 4, Hrstka, Mráz 6, Sklenák 1 | Hala Łuczniczka, Bydgoszcz Widzów: 1000 Sędzia: Mirosław Baum, Marek Góralczyk |
|                            | |                  | |                                                                                |

| 29 października 2009 20:00 | Polska Malcher, Wyszomirski – Jaszka 4, K.Lijewski 3, Bielecki 6, Żółtak, Wleklak 1, B.Jurecki 1, M.Jurecki 1, Tłuczyński, M.Lijewski, Miszka 4, Piwko 5, Kostrzewa 9 | 34:2816:13raport | Słowacja Shejbal, Putera – Hruščák 1, Szücs 1, Fuňak 3, Šulc 8, Hunady, Nižňan 1, Urban 1, Kopčo, Tarhai 5, Petro 2, Zatko 5, Mazak, T.Straňovský, Antl 1, M.Straňovský | Hala Łuczniczka, Bydgoszcz Widzów: 2000 Sędzia: Nenad Nikoli, Dušan Stojković |
|                            | |                  | |                                                                               |

### 30 października, Poznań
| 30 października 2009 18:00 | Czechy Galia, Štochl – Nocar 2, Mickal 1, Zdráhala, Vraný 1, Kubeš 1, Piskač 3, Jícha 5, Filip 4, Sobol 7, Hynek, Říha, Šulc 4, Hrstka, Mráz, Sklenák 3 | 31:2716:13raport | Słowacja Shejbal, Paul – Hruščák 3, Szücs 3, Fuňak, Šulc 3, Hunady 1, Nižňan 3, Urban, Kopčo 2, Tarhai 3, Petro, Zatko 4, Mazak, T.Straňovský, Antl, M.Straňovský 5 | Hala Arena, Poznań Widzów: 1500 Sędzia: Mirosław Baum, Marek Góralczyk |
|                            | |                  | |                                                                        |

| 30 października 2009 20:00 | Polska Szmal, Malcher, Wyszomirski – Jaszka, K.Lijewski 3, Bielecki 7, Siódmiak, Wleklak 2, B.Jurecki 3, M.Jurecki 3, Tłuczyński 4, M.Lijewski 3, Miszka 3, Kostrzewa 2 | 30:3516:19raport | Rosja Grams – Filippow, Kowalew 3, Skopincew, Czernoiwanow 2, Mierzlutin, Rastworczew, Kamanin 4, Aslanian 6, Czipurin 7, Dibirow 4, Priedybałow 1, Igropuło 4, Starych, Iwanow 1 | Hala Arena, Poznań Sędzia: Nenad Nikoli, Dušan Stojković |
|                            | |                  | |                                                          |

## Tabela
| Zespół   | M | Z | R | P | G + | G – | +/- | Pkt |
| -------- | - | - | - | - | --- | --- | --- | --- |
| Rosja    | 3 | 2 | 0 | 1 | 97  | 91  | +6  | 4   |
| Czechy   | 3 | 2 | 0 | 1 | 86  | 81  | +5  | 4   |
| Polska   | 3 | 2 | 0 | 1 | 92  | 90  | +2  | 4   |
| Słowacja | 3 | 0 | 0 | 3 | 88  | 101 | -13 | 0   |

## Nagrody indywidualne
- Najlepsza "siódemka" turnieju
  - bramkarz –  Martin Galia
  - lewe skrzydło –  Tomasz Tłuczyński
  - lewe rozegranie –  Karol Bielecki
  - środek rozegrania –  František Šulc
  - prawe rozegranie –  Konstantin Igropuło
  - prawe skrzydło –  Jan Sobol
  - obrotowy –  Michaił Czipurin
- Król strzelców –  Konstantin Igropuło